# Chloroclystis griseata
Chloroclystis griseata är en fjärilsart som beskrevs av Otto Staudinger 1897. Chloroclystis griseata ingår i släktet Chloroclystis och familjen mätare. Inga underarter finns listade i Catalogue of Life.